# Église principale de Varkaus
L'église principale de Varkaus (finnois : Varkauden pääkirkko) est  une église luthérienne située à Varkaus en Finlande.

## Description
L'édifice conçu par Martti Paalanen a une hauteur de 35 mètres.
La nef, d'une hauteur de 17 mètres et d'une longueur de 45 mètres, est couverte de sept voûtes croisées. 
La chaire en béton est décorée avec du bois sculpté par Toivo Korpi.
Lennart Segerstråle a peint en 1953-1954 la fresque de 240 m2 de l'autel représentant Que ton règne vienne. 
À l'entrée de l'église se trouve un vitrail octogonal conçu par  Martti Paalanen et réalisé par Y. Forsström qui représente la « route d'Emmaüs ».